# Црни Пантер: Ваканда заувек
Црни Пантер: Ваканда заувек (енгл. Black Panther: Wakanda Forever) је амерички суперхеројски филм из 2022. године, базиран на Марвеловом лику, Црном Пантеру, продуциран од стране компанија Марвел студио и Волт Дизни. Наставак је филма Црни Пантер (2018) и 30. је филм Марвеловог филмског универзума. Режију и сценарио потписује Рајан Куглер, док главне улоге тумаче Лупита Нјонго, Данај Гурира, Мартин Фриман, Летиша Рајт, Винстон Дјук и Анџела Басет. У филму, лидери Ваканде се боре како би заштитили своје краљевство од интервенисања светских сила након смрти краља Т'Чале.
Планови за наставак филма Црни Пантер су отпочели након изласка овог филма у фебруару 2018. године. Куглер је потврђен као режисер током наредних месеци, а Марвел је званично објавио развој наставка средином 2019. године. Планови за филм су се променили у августу 2020, када је од рака дебелог црева преминуо Чедвик Боузман, главни глумац претходног филма, а Марвел је објавио да неће бити замењен у улози Т'Чале. Остали глумци из претходног филма су потврђени у новембру исте године, а назив филма је објављен у мају 2021. године. Продукција је почела у јуну исте године у Атланти, а филм је такође сниман у Вустеру, Масачусетс.
Филм је премијерно приказан 26. октобра 2022. у Холивуду, док је у америчким биоскопима издат 11. новембра исте године. Добио је позитивне рецензије критичара, који су нарочито похвалили глуму, емоционалну тежину, режију, акционе сцене, музику и одавање поштовања Боузману.

## Радња
Т'Чала, краљ Ваканде, умире од болести за коју његова сестра, принцеза Шури, верује да се може излечити „срцоликом биљком”. Шури покуша да вештачким путем рекреира биљку након што је Ерик Килмонгер уништио њене засаде, али не успева.
Годину дана касније, Ваканда је под притиском међународне заједнице због одбијања да подели своје залихе вибранијума. Краљица Рамонда инсистира да Шури настави са ботаничким истраживањима, али Шури сматра да је Црни Пантер прошлост Ваканде. ЦИА користи детектор вибранијума у потрази за евентуалним налазиштима на дну океана. Цела експедиција је нападнута и убијена од стране Намора и његових људи плаве коже са шкргама, али ЦИА за напад окривљује Ваканду. Намор одлази код Рамоне и Шури пролазећи сва обезбеђења државе. Он криви Ваканду за трку у копању вибранијума и даје им ултиматум: морају пронаћи научнике који су развили машину за откривање вибранијума и предати их или ће Ваканда бити нападнута.
Шури и Окоје, уз помоћ Еверета К. Роса, одлазе у Бостон и срећу се са творцем уређаја, студенткињом МИТ-а, Рири Вилијамс. Групу прво лоцира ФБИ да би их потом отели Наморови људи који одводе Шури и Рири Намору. Рамонда криви Окоје за отмицу њене ћерке и разрешава је дужности вође Дора Милаж јединице. Краљица у потрагу за Накијом, која од „пуцња” живи на Хаитију. Намор својим заробљеницама показује своје вибранијумом богато краљевство, Талокан. Он нуди савезништво у борби против осталих земаља, али прети да ће у супротном прво напасти Ваканду. Накија налази Шури и помаже њој и Рири да побегну. Намор покреће напад на престоницу Ваканде у ком страда Рамонда. Он обећава да ће се вратити за недељу дана са свим снагама своје земље да види да ли је Ваканда променила свој став о савезништву. У међувремену, Роса хапси његова бивша жена, Валентина Алегра де Фонтејн, директорка ЦИА-е.
Шури користи биљку која Наморовом народу даје могућности живота у води и синтетише срцолику биљку. Она узима биљку за себе и након сусрета са Килмонгером на „Ливади предака Ваканде” добија дозволу племена. Упркос М'Бакуовом противљењу, Шури је решена да освети мајчину смрт. Ваканда користи своје бродове, Морске леопарде, да би намамили Намора у борбу на сувом. Шури одваја Намора од војске и намерава да га савлада док он слаби без воде. Они стижу на напуштену плажу где Шури побеђује у немилосрдној борби. Шури одлучује да поштеди Намора и нуди му савезништво између две државе. Рири се враћа у Бостон, али оставља одело које је развила у Ваканди како би избегла погоршање односа између Ваканде и Сједињених Држава. Окоје ослобађа Роса из затвора.
У завршним сценама, Шури посећује Накију на Хаитију како би сахранила мајку по њеној жељи. Она сазнаје да је Накија родила њено и Т'Чалино дете, сина по имену Тусан. Упитан за своје име, Тусан одговара да се зове Т'Чала.

## Улоге
| Глумац             | Улога                               |
| ------------------ | ----------------------------------- |
| Летиша Рајт        | Шури / Црни Пантер                  |
| Лупита Нјонго      | Накија                              |
| Данај Гурира       | Окоје                               |
| Винстон Дјук       | М'Баку                              |
| Флоренс Касумба    | Ајо                                 |
| Доминик Торн       | Рири Вилијамс / Ајронхарт           |
| Микејла Коел       | Анека                               |
| Теноч Уерта        | Намор                               |
| Мартин Фриман      | Еверет К. Рос                       |
| Џулија Луј Драјфус | Валентина Алегра де Фонтејн         |
| Анџела Басет       | Рамонда                             |
| Мајкл Б. Џордан    | Н'Џадака / Ерик „Килмонгер” Стивенс |